# Touring Sciàdipersia
Touring Sciàdipersia – samochód sportowy klasy wyższej wyprodukowany przez włoskie przedsiębiorstwo Carrozzeria Touring Superleggera w 2018 i 2019 roku.

## Historia i opis modelu

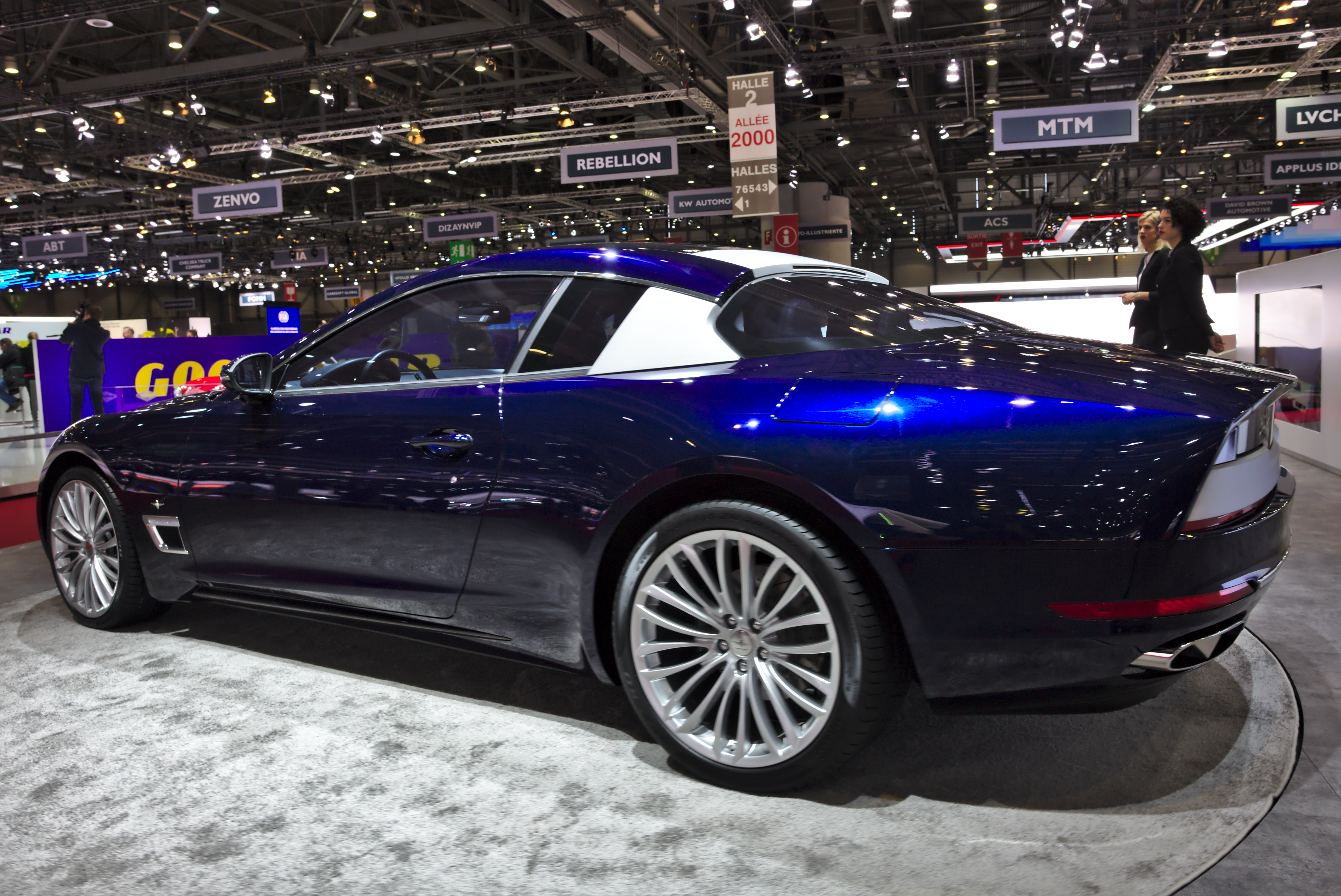
Touring Sciàdipersia - tył

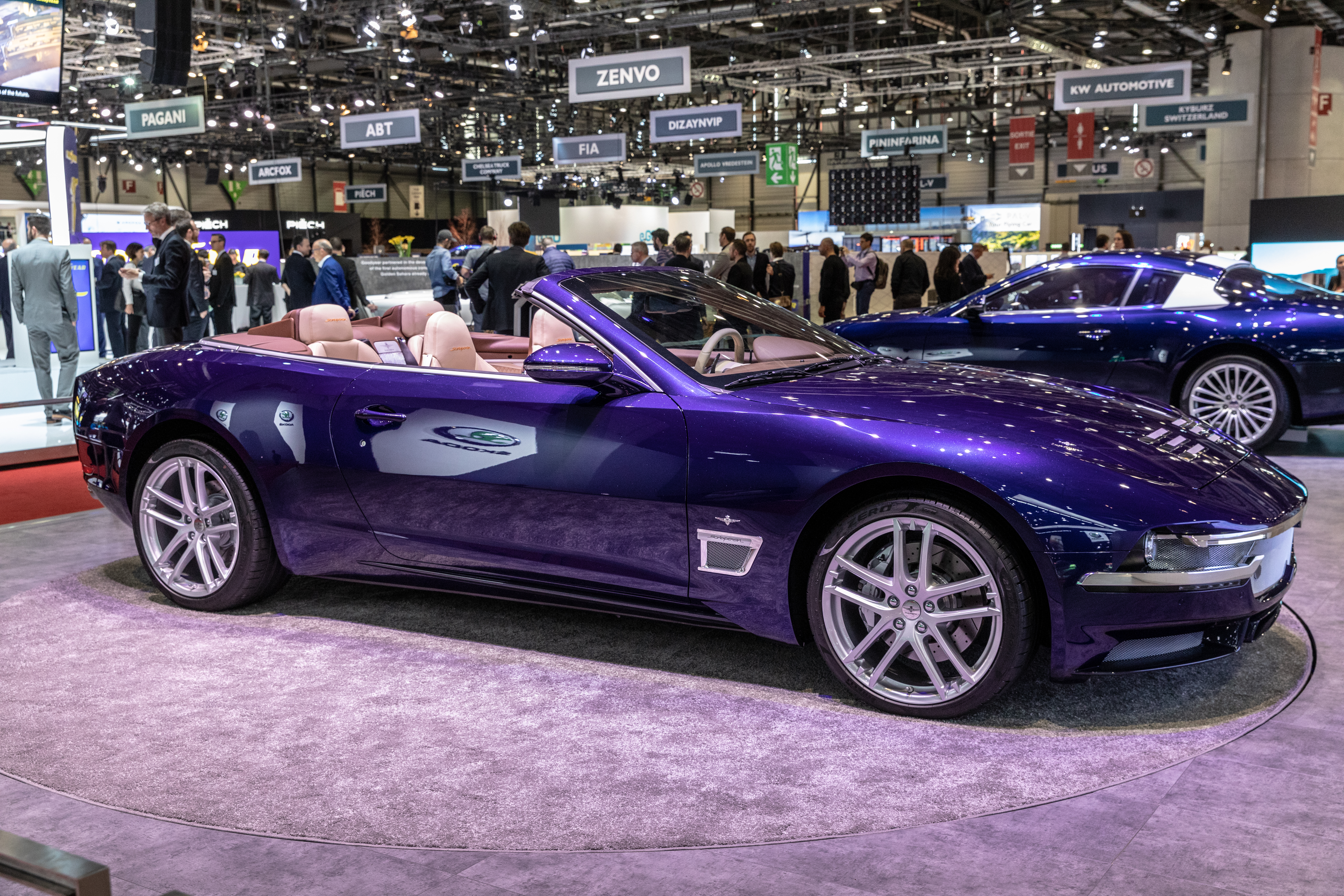
Touring Sciàdipersia Cabriolet

W marcu 2018 roku włoski producent nadwozi Carrozzeria Touring Superleggera przedstawił kolejny po coupé Berlinetta Lusso model własnej marki Touring, podobnie będący autorskim projektem stylistycznym opartym na technologii istniejącego już samochodu. Sportowo-luksusowe coupé powstało na bazie Maserati GranTurismo, dzieląc z nim płytę podłogową, układ napędowy, silnik i podzespoły techniczne.. Nazwa samochodu to zbitka włoskich słów "Scià di Persia" (Szach Persji), którymi nawiązano do historycznego projektu studia Maserati 5000 GT powstałego na zlecenie dawnego władcy Iranu Mohammada Rezy Pahlawiego.
Pod kątem stylistycznym Touring Sciàdipersia zyskała awangardowy projekt stylistyczny wyrózniający się podłużną, nisko opadającą linią maski, a także dużą ilością chromowanych listw zdobiących przednią i tylną część nadwozia. Pas przedni przyozdobiły nietypowe, nisko osadzone niewielkie reflektory o okrągłym kształcie. Początkowo samochód powstał wyłącznie jako coupé umożliwiające pomieszczenie 4 pasażerów w układzie 2+2, jednak po prośbach klientów rok po debiucie, w marcu 2019, przedstawiono także otwarty wariant typu kabriolet.
Do napędu samochodu wykorzystana została 454-konna jednostka typu V8 Maserati, która przenosi moc na tylną oś za pośrednictwem 6-biegowej automatycznej skrzyni biegów. Maksymalny moment obrotowy wyniósł 520 Nm, z kolei 100 km/h samochód osiąga po 5 sekundach i rozpędza się maksymalnie do 288 km/h.

### Sprzedaż
Touring Sciàdipersia powstał w warunkach ręcznej produkcji, pierwotnie w ściśle ograniczonej serii ograniczonej do 10 egzemplarzy, z czego w pierwszej kolejności zainteresowani musieli dostarczyć do włoskiej manufaktury własny egzemplarz Maserati GranTurismo do konwersji. Ostatecznie, firma zbudowała jednak tylko jedno coupé, a serię kabrioletów określiła na 14 sztuk. Koszt wykonania pierwszej i jedynej sztuki z zamkniętym dachem ujawniony został dopiero w 2021 roku, kiedy to na amerykańskim portalu aukcyjnym wystawiono na sprzedaż jeden z egzemplarzy - Carrozzeria Touring Superleggera realizowało zlecenie za kwotę 760 620 euro.

### Silnik
- V8 4.0l 454 KM